# Вулиця Шота Руставелі (Львів)
Вулиця Шота Руставелі — вулиця у Галицькому районі, в місцевості Штіллерівка. Прямує від вулиці Зеленої до перехрестя із вулицями Франка і Стрийською. Прилучаються вулиці: Миколи Костомарова, Олександра Архипенка і Волоська та площа Петрушевича.

## Назва
Початкова назва вулиця Яблоновського походить із 1863 року. 1871 року перейменовано на Яблоновських. У листопаді 1941 року під час німецької окупації перейменована на Карпатенштрассе. У червні 1944 знову повернено назву Яблоновських. Сучасна назва на честь грузинського поета часів середньовіччя Шота Руставелі — від грудня 1944.

## Забудова
В архітектурному ансамблі вулиці Шота Руставелі присутні класицизм, віденська сецесія, конструктивізм. Переважна більшість будинків на вулиці внесені до Реєстру пам'яток архітектури місцевого значення.

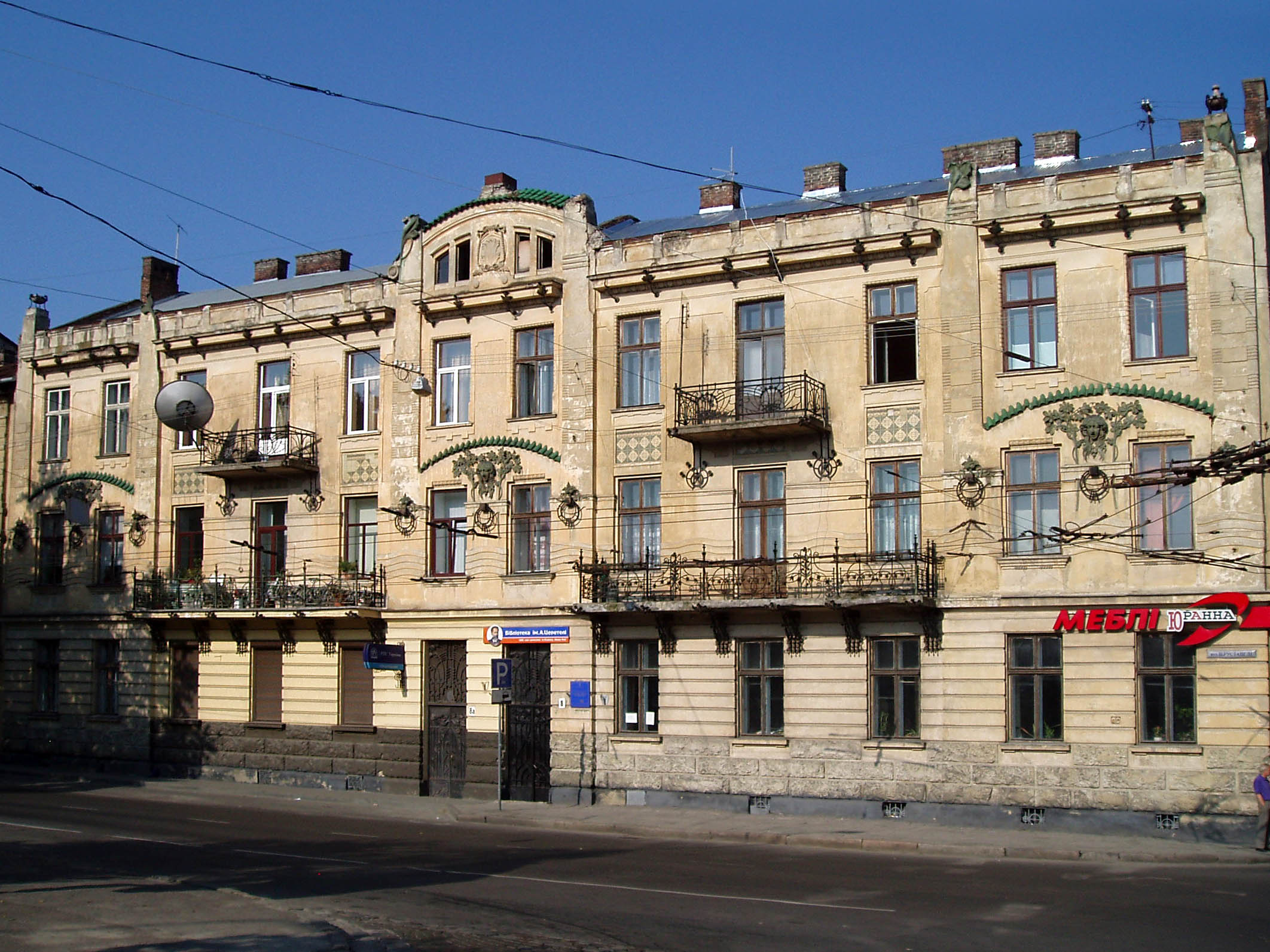
Колишня прибуткова кам'яниця Міхала Стоффа (вул. Шота Руставелі, 8, 8-А)
Храм Ісуса Христа Святих останніх днів (вул. Шота Руставелі, 11)
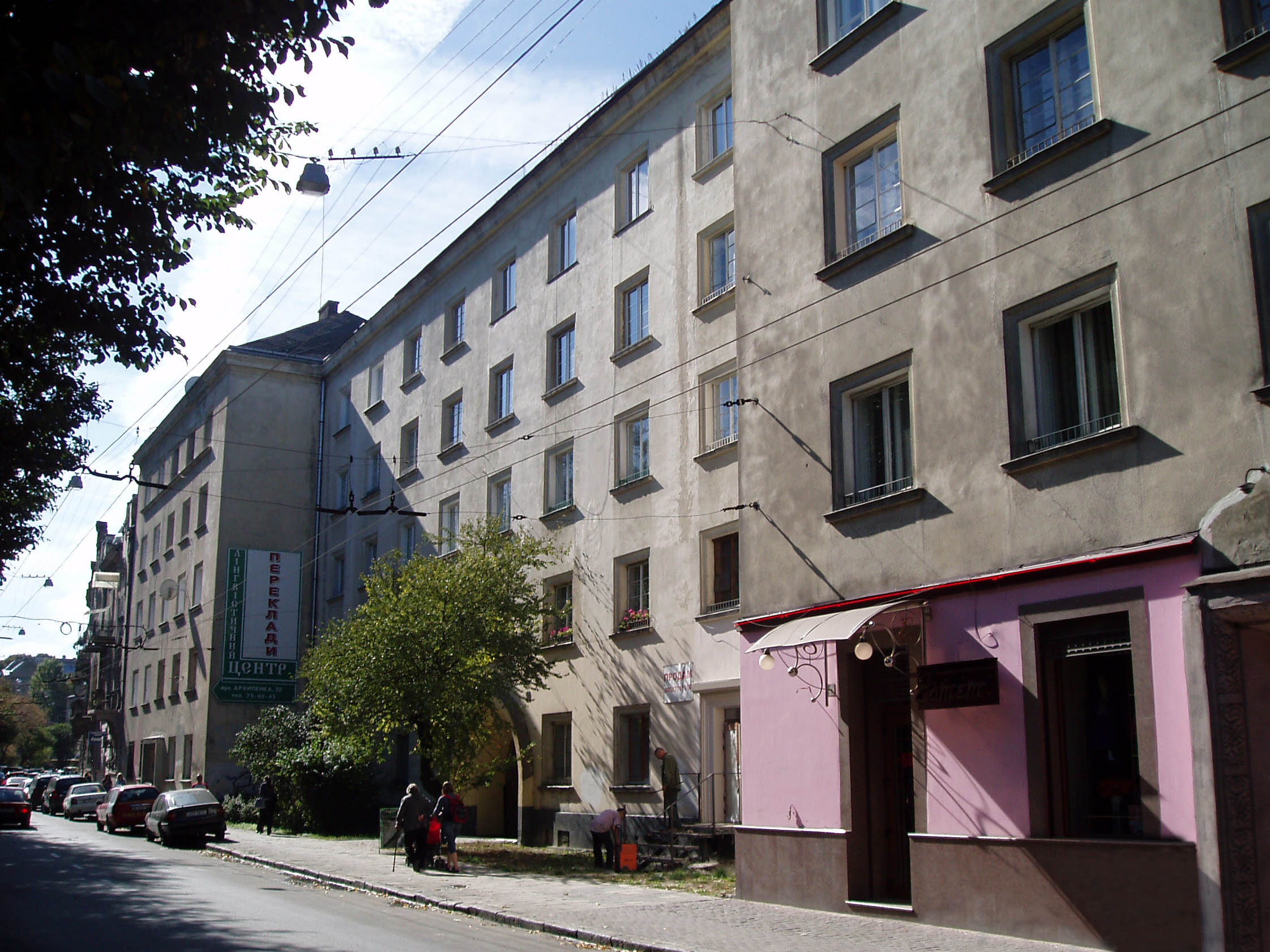
Колишній «Офіцерський дім» (вул. Шота Руставелі, 30)

№ 2 — житловий будинок (інша адреса — вулиця Зелена, 6), збудований 1901 року для Доміцелі Клімович. Архітектор Володимир Підгородецький, скульптурне оздоблення, ймовірно, Петра Війтовича.
№ 4 — за цією адресою у 2002 році відкрився торговельний центр ДП «Державний ювелірний завод» — це окремий структурний підрозділ заводу, що спеціалізувався на розробці та виробництві ювелірних прикрас з діамантами із сплавів 750°, так званого білого золота. До складу підрозділу увійшли: магазин-салон, пункт обміну брухту дорогоцінних металів на ювелірні вироби та фірмовий ювелірний магазин «Галицькі золотарі».
№ 7 — будівля проєктного інституту «Теплоенергопроект», споруджена 1965 року за спільним проєктом архітекторів П. Юдкіна та Лариси Кузьми-Скорик, добудова за проєктом архітектора М. Каневського. Нині проєктний інститут функціонує як адмінбудівля, тому власник будівлі вирішив, що доцільно буде змінити її функціональне призначення, передбачивши в додаток до офісної функції влаштування готелю та добудову житла.
№ 8, 8а — колишня чиншова кам'яниця банкіра Міхала Стоффа, що виходить головним фасадом до вулиці Шота Руставелі й одночасно до площі Петрушевича, споруджена 1906 року у стилі орнаментальної сецесії проєктно-будівельним бюро Едмунда Жиховича за проєктом архітектора Владислава Садловського. Будинок внесений до Реєстру пам'яток архітектури місцевого значення під охоронним № 262-м. На другому поверсі будинку № 8 розташований артцентр Павла Гудімова «Я галерея», який було відкрито у вересні 2019 року.
№ 11 — у будинку міститься релігійна організація реставраціоністського походження Церква Ісуса Христа Святих останніх днів (мормони) у Львові.
№ 18, 20, 22 — сецесійні житлові будинки, збудовані у 1906—1907 роках за проєктом архітектора Альфреда Захаревича. Скульптурне оздоблення виконав Теобальд Оркасевич. Будинки внесені до Реєстру пам'яток архітектури місцевого значення під охоронними № 1658-м, 1659-м та 263-м відповідно.
№ 24 — житловий будинок у стилі сецесії, споруджений 1907 року за проєктом архітектора Саломона Рімера. Будинок внесений до Реєстру пам'яток архітектури місцевого значення під охоронним № 664-м.
№ 26 — житловий будинок у стилі сецесії, споруджений 1907 року за проєктом Саломона Рімера.
№ 30 — колишній «Офіцерський дім», збудований у 1928—1930 роках для Фонду військового квартирування за конкурсним проєктом архітекторів Мар'яна Нікодемовича, Мечислава Штадлера, Стефана Брили. Другою чергою будівництва мали бути два тильних крила, які би виходили на вулицю Франка і утворювали курдонер. Однак цю частину проєкту ніколи не було реалізовано.
№ 32 — сецесійний житловий будинок, споруджений 1909 року за проєктом архітектора Августа Богохвальського. Будинок внесений до Реєстру пам'яток архітектури місцевого значення під охоронним № 790-м.
№ 34 — кам'яниця, споруджена 1906 року за проєктом архітектора Станіслава Уленецького у стилі орнаментальної сецесії. Будинок внесений до Реєстру пам'яток архітектури місцевого значення під охоронним № 265-м.
№ 36 — кам'яниця, збудована 1911 року за проєктом архітектора Генрика Заремби на замовлення Зигмунта Ґутвальда. Будинок внесений до Реєстру пам'яток архітектури місцевого значення під охоронним № 266-м.
№ 42, 44 — кам'яниці, збудовані 1908 року у стилі сецесії для Софії Мрозовицької за проєктом архітектора Тадея Обмінського. Будинки внесені до Реєстру пам'яток архітектури місцевого значення під охоронними № 1660-м, 2197-м.
- Колишня прибуткова кам'яниця Міхала Стоффа
(вул. Шота Руставелі, 8, 8-А)
- Храм Ісуса Христа Святих останніх днів
(вул. Шота Руставелі, 11)
- Колишній «Офіцерський дім»
(вул. Шота Руставелі, 30)